# Grupo NGC 5866
O Grupo NGC 5866 é um pequeno grupo de galáxias na direção da constelação de Draco. O grupo está nomeado como NGC 5866, pois ela é galáxia com maior magnitude aparente no grupo, embora alguns catálogos de grupos de galáxias listam NGC 5907 como o membro mais brilhante.

## Membros
A tabela abaixo lista todas as galáxias identificadas e confirmadas como membros do grupo pelo Nearby Galaxies Catalog, o Lyons Groups of Galaxies (LGG) Catalog, e três listas de grupos criados pelo Nearby Optical Galaxy sample of Giuricin et al.
| Nome     | Tipo     | R.A. (J2000)  | Dec. (J2000) | Redshift (km/s) | Magnitude |
| -------- | -------- | ------------- | ------------ | --------------- | --------- |
| NGC 5866 | S0       | 15h 06m 29.5s | +55° 45′ 48″ | 672 ± 9         | 10.7      |
| NGC 5879 | SA(rs)bc | 15h 09m 46.8s | +57° 00′ 01″ | 772 ± 5         | 12.4      |
| NGC 5907 | SA(s)c   | 15h 15m 53.8s | +56° 19′ 44″ | 667 ± 3         | 11.1      |

Outros possíveis membros (galáxias listadas com uma ou duas de algumas referências acima) incluem NGC 5866B, NGC 5963, UGC 9776 e UGC 9816.

## Grupos próximos
O Grupo NGC 5866 está localizado ao noroeste do Grupo M101 (que contém a Galáxia do Catavento (M101) e galáxias satélites e companheiras) e o Grupo M51 (que contém a Galáxia do Rodamoinho (M51), a Galáxia do Girassol (M63) e algumas outras galáxias). As distâncias para estes três grupos (como determinadas pelas distâncias para os membros individuais) são similares, com sugestões de que o Grupo M51, o Grupo M101 e o Grupo NGC 5866 são atualmente parte de um grande, e solta, larga estrutura. Contudo, a maior parte de métodos para identificação (incluindo por referências citadas acima) têm estes três grupos como grupos separados.